# Francesco Borromini
Francesco Borromini, né Francesco Castelli (Bissone, 25 ou 27 septembre 1599 - Rome, 3 août 1667), est un architecte suisse considéré comme une figure majeure de l'architecture baroque. Il fut le contemporain de Gian Lorenzo Bernini dont il devint le rival, et de Pierre de Cortone.

## Biographie

### Origine
Francesco Castelli naquit le 25 ou 27 septembre 1599 à Bissone, village sur le lac de Lugano (dans l’actuel canton du Tessin), il était l’aîné de quatre enfants. Du père, Giovanni Domenico Castelli, nous disposons de peu d’éléments ; il était un modeste architecte ou maître-maçon, au service des Visconti à Milan. La mère, Anastasia Garvo (Garovo), provenait d’une riche famille de constructeurs et d’architectes, elle était apparentée à Domenico Fontana qui était l’oncle de Carlo Maderno,.
Ces noms de Castelli et Garvo (Garovo), se retrouvent fréquemment parmi cette main-d’œuvre de bâtisseurs dont l’ascendance remonte aux maestri comacini qui transmigrèrent dans toute l’Europe.
Le nom de Borromini avec lequel Francesco signa ses œuvres à partir de 1628, est un surnom qui appartenait déjà à la famille ; Fabrizia di Francesco Castelli, la grand-mère de Francesco, avait épousé en premières noces Giovanni Pietro Castelli et en secondes noces, Giovanni Pietro Brumino. Quant au père de Francesco, il était souvent appelé Castelli « detto Bormino ». Il est probable que l’usage de ce surnom évitait aux Castelli d’être confondus avec d’autres artistes du même nom.

### Jeunesse et formation
À l’âge de 9 ans, Francesco fut envoyé par son père suivre ses études et l’apprentissage de la sculpture, à l’école de la Fabrique de la cathédrale de Milan. Les archives de la Fabrique de la cathédrale témoignent de divers travaux pratiques qui lui furent confiés durant cette période de formation. Il est également attesté qu’un maître, rémunéré par la Fabrique, était chargé d’enseigner les arts libéraux à ces élèves, que Francesco suivit des cours de dessin auprès de Gian Andrea Biffi (it). Il est par ailleurs tout à fait probable, sans que nous ayons quelque document qui l’établisse, qu’il suivit les cours du mathématicien Muzio Oddi.
Le premier document qualifiant Francesco de sculpteur est daté du 20 décembre 1618. Il travailla probablement en cette qualité pour la Fabrique jusqu’au 8 février 1619, date à laquelle il fut congédié. La raison de ce licenciement est probablement liée au fait qu’à cette époque, il s’absenta de plus en plus souvent de Milan pour travailler sur le chantier de Saint-Pierre de Rome. Il continua toutefois à apparaître par intermittence sur les registres de la Fabrique jusqu’au 19 octobre 1619.

### Maturité
Au cours de l’année 1619, Francesco quitta donc Milan pour Rome. Leone di Tommaso Garvo (Garovo), un oncle maternel, lui offrit l’hospitalité. Il habitait dans le vicolo dell’Agnello, proche de l’église San Giovanni Battista dei Fiorentini. Leone était maître tailleur de pierre et possédait à Rome une entreprise de sculpture de marbre à laquelle il fit participer Francesco. Une source importante de travaux provenait de Carlo Maderno, en charge à l’époque de la Fabrique de la basilique Saint-Pierre et dont Leone avait épousé une nièce. Cependant, peu de temps après, Leone fut victime d’une chute mortelle depuis les échafaudages dressés sur la basilique Saint-Pierre.
Carlo Maderno fut nommé procureur de Marina, la fille du défunt et son héritière (il fut également le représentant de Cécilia la veuve). À ce titre, il vendit à Francesco les marbres et autres biens de l’entreprise de Leone, tant ceux qui se trouvaient dans l’atelier que ceux sur le chantier de Saint-Pierre. On remarque à cette occasion, la cohésion et la force du clan familial et plus globalement des maestri comacini, qui créaient ainsi de véritables monopoles commerciaux et contournaient les lois protectionnistes des travailleurs locaux.
Commença alors, l’ascension de Francesco sous la protection de Carlo Maderno, l’un des principaux architectes de Rome sous l’épiscopat de Paul V Borghese, et cela jusqu’à la mort de Maderno. De cette première période romaine, de nombreux documents et dessins attestent de l’activité de Francesco, fruit de cette collaboration : - à Saint-Pierre (tête de chérubins au-dessus du relief représentant la rencontre de saint Léon le grand et d’Attila et au-dessus de la porte de la chapelle du Saint-Sacrement ; travail autour de la porte sainte ; la base de la Pietà de Michelangelo ; les grilles des chapelles du chœur et du Saint-Sacrement ; etc.) – à l’église Sant’Andrea della Valle (les anges qui remplacent les chapiteaux des colonnes doubles de la coupole) – dans la réalisation du palais Barberini son activité est entremêlée avec celles de Maderno et Bernini desquels il dépendait ; on peut toutefois identifier comme étant de sa création (l’escalier hélicoïdal, les portes du grand salon et quelques fenêtres). La dernière réalisation de cette période conjointe avec Maderno, fut la chapelle du Saint-Sacrement de la basilique Saint-Paul-hors-les-murs (1629).
À la mort de Maderno (30 janvier 1629), Bernini fut nommé à sa place architecte de Saint-Pierre et du palais Barberini. Pour Borromini, la perte de son soutien et les nouveaux pouvoirs de Bernini, déterminèrent une nouvelle période bien plus difficile car rapidement conflictuelle avec Bernini (voit paragraphe 2.1 ci-après).
En 1632, sur proposition de Bernini, peut-être pour éloigner ce trop encombrant collaborateur, Borromini fut nommé architecte de La Sapienza par un bref apostolique. Toutefois, les travaux de Sant’Ivo ne commencèrent qu’en 1643 et l’aménagement de la bibliothèque Alessandrina encore plus tard.
Avant cela, en 1634, l’ordre des trinitaires déchaussés d’Espagne invita Borromini à diriger la construction de son couvent et de son église Saint-Charles-aux-Quatre-Fontaines. Ce fut sa première charge indépendante, il y travailla de 1634 à 1641.
En 1637, Borromini prend part au concours pour l’oratoire des Philippins, qui se trouve élevé à côté de l’église Santa Maria in Vallicella et sa candidature fut retenue. L’architecte y travailla jusqu’en 1650 ou 52.
La réalisation de la galerie du palais Spada fut attribuée à Borromini entre 1632 et 37. Il s’agit d’une fausse perspective qui crée l’illusion que la galerie fait une longueur d’environ 35 m, alors qu’en réalité elle ne mesure que 8,82 m. Les décorations des côtés et du fond, ainsi que les effets de lumière, n’ont pas survécu aux restaurations.
Dans les années 1638-39, il supervise la décoration de la chapelle de la Trinité des moniales Augustines de Santa Lucia in Selci.
Autour de 1639, il dessine l’autel (Filomarino) pour la Chapelle de l’Annonciation de l’église Santi Apostoli de Naples.
Ensuite, en 1645, il se charge de l’ornementation de l’abside et d’un ciborium de l’église di Santa Maria a Cappella Nuova (it), également à Naples (aujourd’hui détruite).
Entre 1643 et 1662, il élève l’église de Sant’Ivo, qu’il insère admirablement entre les bâtiments déjà existants de l’université de la Sapienza. Il s’agit là, sans aucun doute, de son œuvre majeure.
Au commencement de 1643, il fut chargé de la réalisation de l’église Santa Maria dei Sette Dolori, mais ce chantier fut arrêté en 1646 et repris dans les années 1658–1665, mais sans Borromini. Le portail s’ouvre sur un vestibule à plan central, d’une forte réminiscence antique qui rappelle la villa Adriana de Tivoli.
Au cours des années 1643-44, l’architecte participe aux projets du palais du cardinal Ulderico Carpegna pour lesquels nous sont parvenus quelques dessins, mais l’ambitieux projet ne fut pas réalisé, seule la rampe hélicoïdale et le portail qui la précède furent construits selon les plans de Borromini.
Les travaux à l’intérieur du palais Falconieri survinrent peu après. Ils consistèrent en la réalisation de la façade munie d’une loggia donnant sur le Tibre, de la décoration de la façade sur la via Giulia, également de celle de quelques salles .
À la mort d’Urbain VIII Barberini, qui en terme d’architecture ne se fiait qu’à Bernini, succéda sur le siège pontifical Innocent X Pamphili, qui entendit bien épurer Rome de la puissance des Barberini, ce qui favorisa Borromini. L’activité au service des Pamphili commença par le projet d’un pavillon pour la villa de San Pancrazio, les études pour un palais et une fontaine place Navone, projets qui ne furent pas réalisés par Borromini. Mais survint entre-temps une commande du pape bien plus prestigieuse : la réfection de Saint-Jean-de-Latran qui menaçait ruine. Dans les premiers mois de 1646, Borromini présenta son projet. Les contraintes étaient grandes : la restauration devait impérativement être achevée pour 1650, année jubilaire pour laquelle beaucoup de monde était attendu, et le pontife imposa de conserver les structures d’origine, en particulier le lourd plafond à caissons de la nef centrale. La spatialité borrominienne ne put dès lors s’exprimer pleinement que dans les déambulatoires. Dans la nef centrale, de puissants pilastres regroupent chacun un couple de colonnes formant d’impressionnants piliers, entre lesquels des voûtes sont ouvertes.
Toujours sous le pontificat d’Innocent X, entre 1644 et 1652, il étudia le projet d’un corps de bâtiment contigu à Santa Maria in Vallicella, de l’autre côté de l’oratoire ; devait être incluse une rotonde vaguement antiquisante, mais cela ne se fit pas.
L’église Sainte-Agnès-en-Agone a été commencée en 1652 sous la direction de Girolamo et Carlo Rainaldi. Borromini y fut appelé l’année suivante. Il modifia en partie le projet initial : en augmenta la distance entre les deux tours et conçut une façade concave afin de donner plus de relief à la coupole.
La construction du palais Propaganda Fide fut menée dans un premier temps par Bernini, il y fut substitué Borromini en 1644, par la volonté d’Innocent X. La façade de Borromini est organisée autour de puissants pilastres entre lesquels les fenêtres des ailes latérales sont concaves, alors que celles de la partie centrale sont convexes. Par ce continuel mouvement de la façade, le palais est considéré aujourd’hui comme l’un des exemples les plus intéressants de l’architecture baroque de Rome.
La basilique Sant’Andrea delle Fratte fut partiellement reconstruite par Borromini entre 1653 et 1658 mais demeura incomplète : la coupole est interrompue à la hauteur de la corniche et privée d’enduit. Les quatre contreforts tendus à l’extérieur forment une croix de Saint-André qui ajoutent encore à cette impression d’inachevé et contrastent avec le campanile qui a la finesse d’un joyau.
La Chapelle Spada (1660), dans l’église San Girolamo della Carità, reflète la renonciation à l’habituel emploi des ordres architecturaux, elle est une organisation spécifique de l’espace afin de composer une scène d’un intérieur domestique consommé, jaloux gardien de la mémoire familiale.
Après 1661, Borromini est chargé du projet de couverture de l’oratoire San Giovanni in Oleo (déjà en 1657 il avait projeté la restauration de la couverture du baptistère de San Giovanni). Il réalisa une couverture tronconique sur un court tambour à palmettes.
Hors de Rome, Borromini prit part, entre 1646 et 1652, aux études concernant le village de San Martino al Cimino (it) pour lequel il projeta la porte romaine, il lui est également attribué l’escalier en colimaçon du palais Doria et peut-être les dessins des remparts. À Frascati, il réalisa les transformations de la villa Falconieri (1665). Pour l'église San Paolo Maggiore de Bologne de Bologne, il dessina, entre 1650 et 1657, la table du maître-autel et le baldaquin ; pour l'église Santa Maria dell'Angelo (it) à Faenza, un autel : dans les deux cas, ses projets firent suite à des études préalables du père Virgilio Spada, qui était architecte amateur.

### L'isolement et la mort
L’arrivée sur le trône pontifical d’Alexandre VII Chigi, en 1655, signa le déclin professionnel de Borromini qui tomba dans une profonde crise psychologique alimentée par la nouvelle ascension de Bernini qui redevint l’architecte préféré de la cour papale.
Au cours de l’été 1667, sa santé, déjà éprouvée par de graves troubles nerveux et dépressifs, s’aggrava par des fièvres répétées et une insomnie chronique. La soirée du 2 août fut encore plus incohérente et au petit matin, dans une crise de colère et de désespoir, colère qui semble avoir été déclenchée par une contrariété insignifiante : le refus de son assistant d'allumer la lumière afin qu’il continuât à se reposer, Borromini mit tragiquement fin à sa vie en se jetant sur son épée.
Il put encore rédiger son testament et recevoir les sacrements de l’Église et mourut dans cette matinée du 3 août 1667.

## L'homme et son style
L’examen de l’architecture de Borromini, qui se trouve presque entièrement à Rome, permet d’une part d’apprécier l’extraordinaire ampleur de sa culture et d’autre part, la profondeur de sa vision novatrice. Borromini considéra avec un intérêt fervent les grands maîtres, tel Michelangelo, auquel il fut par certains aspects spirituellement apparenté, mais, tout le patrimoine Renaissance, maniériste et proto-baroque lui appartient ; il le soumit à une sévère relecture qui n’avait jamais été accomplie jusque-là. Dans le milieu romain, il apporta la sève vive d’une ferveur et d’une habileté quasi artisanale. Empirisme fécond, car contrôlé par de vives ressources critiques et une éducation rigoureuse. Il puisa dans l’antique, non pas des sous-formes d’humanisme érudit ou académisantes, mais avec la fraîcheur spontanée de la redécouverte ingénue. Il reproposa le monde gothique comme tension des espaces, avec les valeurs de lumière, comme un répertoire décoratif toujours plus vaste. Au tapage des grandes partitions scénographiques et déclamatoires, il opposa un discours humble, en réservant des soins plus minutieux aux détails, traités avec la sensibilité et la finesse d’un orfèvre et aliénés de toute redondance inutile. Il fut doté comme peu de ses contemporains de la capacité de concevoir globalement de complexes ensembles architectoniques et de soumettre incessamment l’espace en le subordonnant à l’élaboration plastique des structures, en appliquant dans les rapports une nouvelle dialectique véritablement baroque. Il produisit les plus géniales réponses urbanistiques, en qualifiant l’espace extérieur comme une partie intégrante de ses créations. Il soumit à son interprétation audacieuse les codes des ordres classiques : la « bizarrerie » avec laquelle ses détracteurs qualifiaient son architecture, fut pour lui synonyme d’innovation, désir ardent du dépassement des inerties stagnantes. Il aimait à dire : « toutes les fois que je parais m’éloigner des dessins communs, qu’on se rappelle ce que disait Michelangelo, le Prince des architectes : qui suit les autres ne marche jamais devant ; je n’aurais pas embrassé cette profession pour être seulement copiste… ».
Selon le témoignage de Baldinucci, Borromini était un homme de bel aspect, grand et robuste, une grande âme, noble et élevée. Il était sobre dans son alimentation et vécut chastement. Il plaçait son art au-dessus de tout et pour l’amour de lui il n’économisait jamais sa fatigue. Jaloux de ses propres travaux, il disait que ses dessins étaient ses enfants et qu’il ne voulait pas qu’ils aillent de par le monde mendier des éloges. Avant de mourir, il en sacrifia beaucoup à la flamme afin qu’ils ne tombassent pas dans les mains de ses ennemis, qui auraient pu se les attribuer ou les corrompre. La plus grande partie de ceux qui nous sont parvenus se trouvent au musée Albertina de Vienne.
Il eut une existence inquiète, l’ombre de Bernini se projeta toujours sur son chemin, seulement atténuée entre les années 1644 et 1655, lorsque la bonne fortune de son compétiteur fut mise en berne. Il jouit de la protection d’Innocent X qui lui conféra, le 26 juillet 1652, les insignes de l’ordre du Christ. Au cours de sa vie il rencontra quelques amis fidèles et compréhensifs, tel le père Virgilio Spada qui lui fut très proche jusqu’à l’époque de l’oratoire, et le marquis de Castel Rodrigo, auquel Borromini dédicaça son Opus architectonicum,.

### Rivalité entre Bernini et Borromini
On doit le baroque romain aux deux grands architectes du XVIIe siècle : Gian Lorenzo Bernini et Francesco Borromini. Ils contribuèrent à la nouvelle image de Rome qui caractérise encore aujourd’hui son centre historique.
La concorde initiale dans laquelle ils travaillèrent ensemble à Saint-Pierre et au palais Barberini se transforma rapidement en un rapport conflictuel extrêmement difficile. Cette rivalité ouverte était due à une conception artistique différente et à des personnalités fortes et opposées. L’exemple peut-être le plus évident de cette différence artistique se manifeste dans la comparaison des deux escaliers que chacun d’eux fit pour le palais Barberini. Voir les photos de :
- l'escalier du Bernin sur Commons
- l'escalier de Borromini sur Commons

Bernini était riche, reconnu, bien introduit dans la sphère artistique romaine et sachant entretenir de solides relations avec les puissants, ses commanditaires. Borromini était de condition modeste, introverti il était renfermé et revêche.
L’origine de cette situation eut pour cadre le baldaquin de Saint-Pierre (1631-1633), projet sur lequel les deux artistes travaillèrent de concert et où se reconnaît, en particulier sur le couronnement de l’œuvre, l’esprit si personnel de Francesco, qu’il a d’ailleurs marqué de son chiffre : un séraphin sur un blason. Mais le monument ne reçut que la seule paternité de Bernini, et les honneurs et l’argent lui revinrent seul. Frustré, vexé, Francesco se serait exclamé : « Il ne me déplaît pas qu’il ait reçu autant d’argent, ce qui me déplaît c’est qu’il jouisse de l’honneur de ma fatigue ».
D’après certains biographes, Bernini était conscient du talent de son assistant, en craignait la concurrence et l’ascension. De là viendraient les continuelles tentatives à faire obstacle à sa carrière, tout en bénéficiant presque gratuitement de ses exceptionnelles capacités techniques en se l’attachant par de vagues promesses. Borromini ne se laissa pas aveugler, il eut la force et le courage de prendre ses distances et de s’opposer à son rival. Cette rivalité se prolongea jusqu’à la mort de Borromini, entre victoires et échecs, humiliations continues, dans une alternance de joies et de douleurs qui minèrent inexorablement sa santé physique et mentale et le portèrent au suicide.

## Œuvres

### Œuvres majeures

#### Église Saint-Charles-aux-Quatre-Fontaines
Ce petit bijou que les Italiens aiment à appeler San Carlino, justement du fait de sa taille, est l’un des chefs-d’œuvre de l’architecture baroque alors même qu’il fut la première réalisation indépendante de Borromini ; cela montre qu’à 35 ans l’architecte était déjà dans sa pleine maturité.

#### Oratoire des Philippins
Cette réalisation est peut-être la plus complète synthèse de la vie et de l’œuvre de Borromini. On y voit l’architecte soucieux, jusque dans les détails, des hommes qui vont vivre dans l’espace créé, mais aussi son goût pour l’ellipse et la courbe. C’est le lieu de sa plus belle amitié : avec Virgilio Spada, mais également celui de la controverse avec ses détracteurs : le projet lui fut retiré par la congrégation. La façade, que l’on compare souvent à des bras ouverts est à elle seule l’image de la grandeur de l’homme.

#### Église Sant'Ivo alla Sapienza
Cette réalisation, autre chef-d’œuvre de l’architecture baroque, peut passer pour une continuité, voire un achèvement de San Carlino, là aussi Borromini bouleversa les rapports classiques de l’architecture, en particulier entre le tambour, le dôme et la lanterne en spirale tout-à- fait originale.
Sa stupéfiante conception est basée sur la géométrie symbolique du sceau de Salomon et en fait également un chef-d’œuvre d’intelligence.

### Autres réalisations
Édifices religieux
- Sant'Agnese in Agone ;
- Basilique Saint-Jean de Latran ;
- Baptistère du Latran (frise en bas-relief)
- Chapelle Spada (église San Girolamo della Carità) ;
- Basilique Sant'Andrea delle Fratte ;
- Église Santa Maria dei Sette Dolori ;
- Église San Giovanni a Porta Latina et Oratoire San Giovanni in Oleo (modifications)
- Église San Giovanni Battista dei Fiorentini (abside)
- Église Santa Lucia in Selci (restauration)
- Église Sant'Anna dei Palafrenieri (façade)

Édifices civils
- La galerie de colonnes du palais Spada (trompe-l'œil) ;
- Le palais Barberini (en particulier l'escalier ellipsoïdal) ;
- Palais di Propaganda Fide ;
- Palais Giustiniani (avec Giovanni Fontana)
- Palais Falconieri
- Villa Falconieri (Frascati)

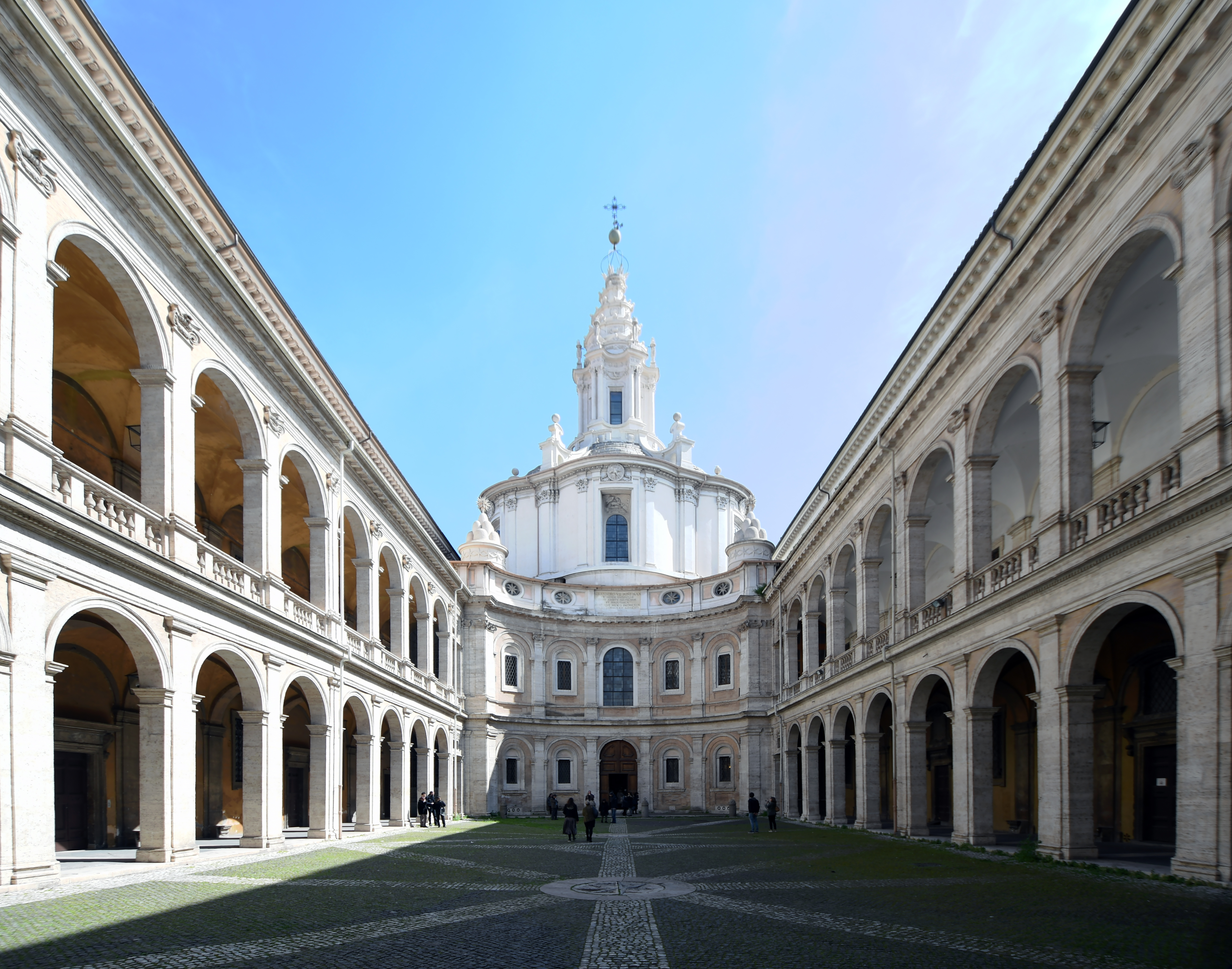
Église Sant'Ivo alla Sapienza.
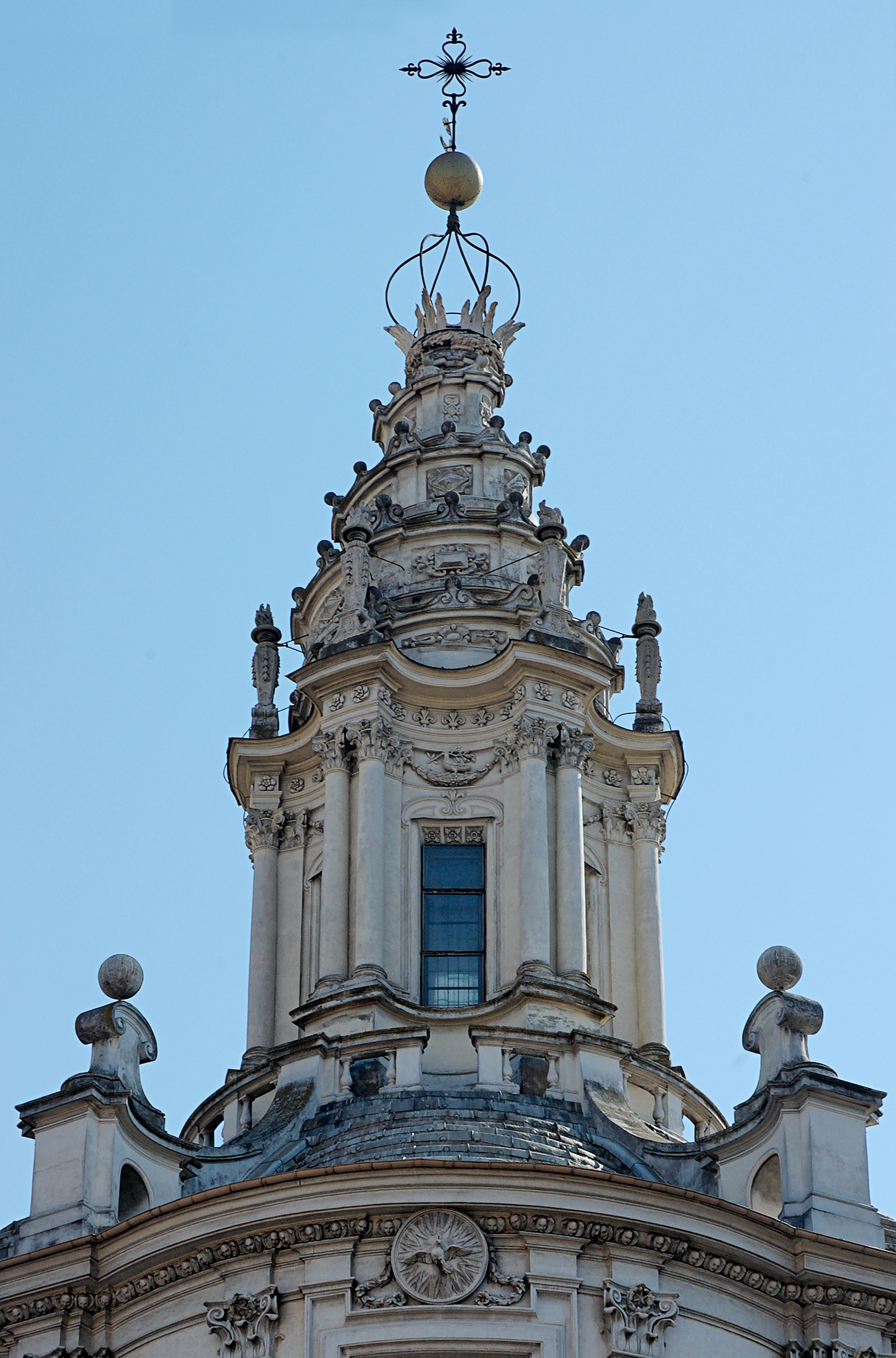
Lanterne de S. Ivo alla Sapienza.
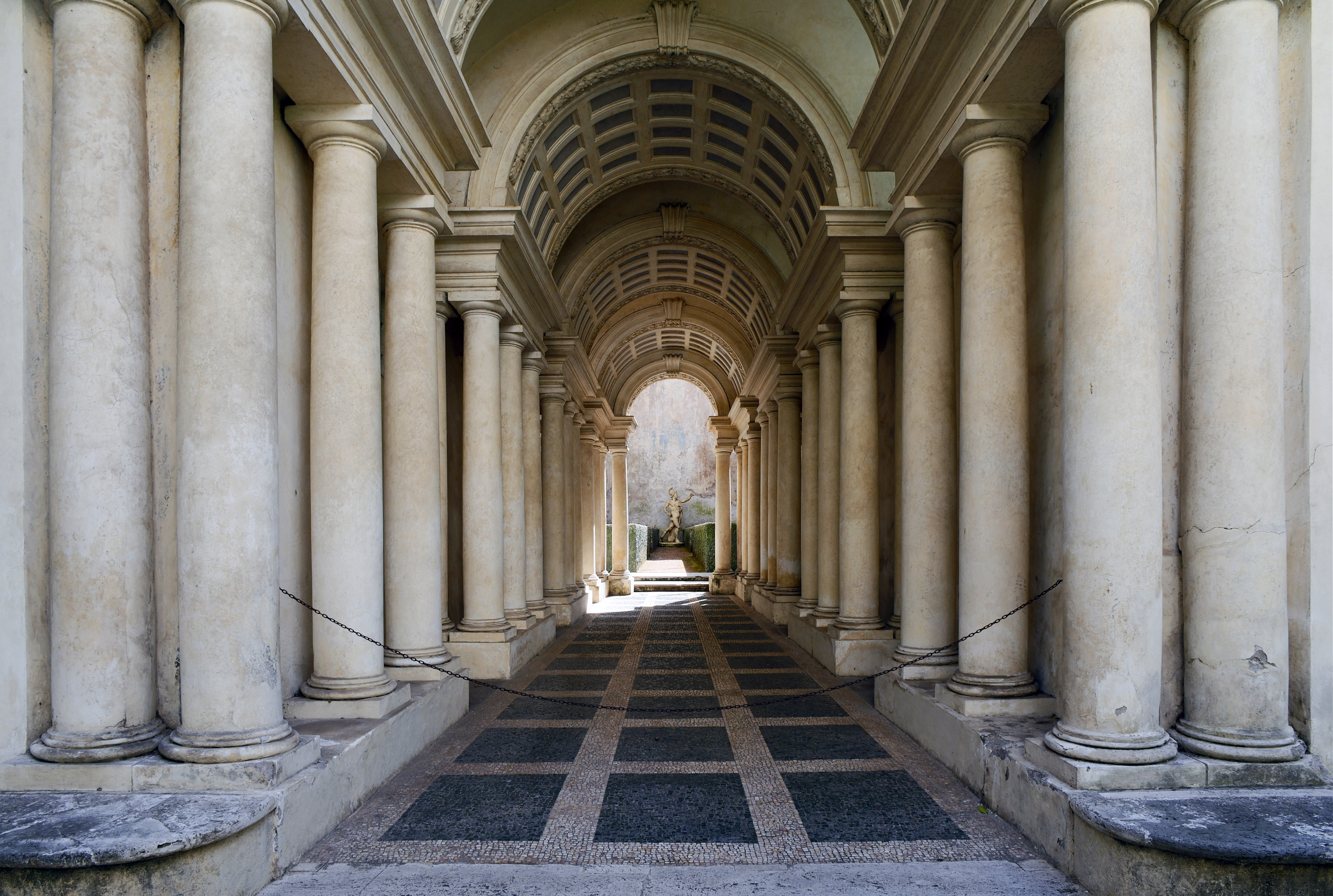
Trompe-l'œil architectural. La galerie du palais Spada à Rome.
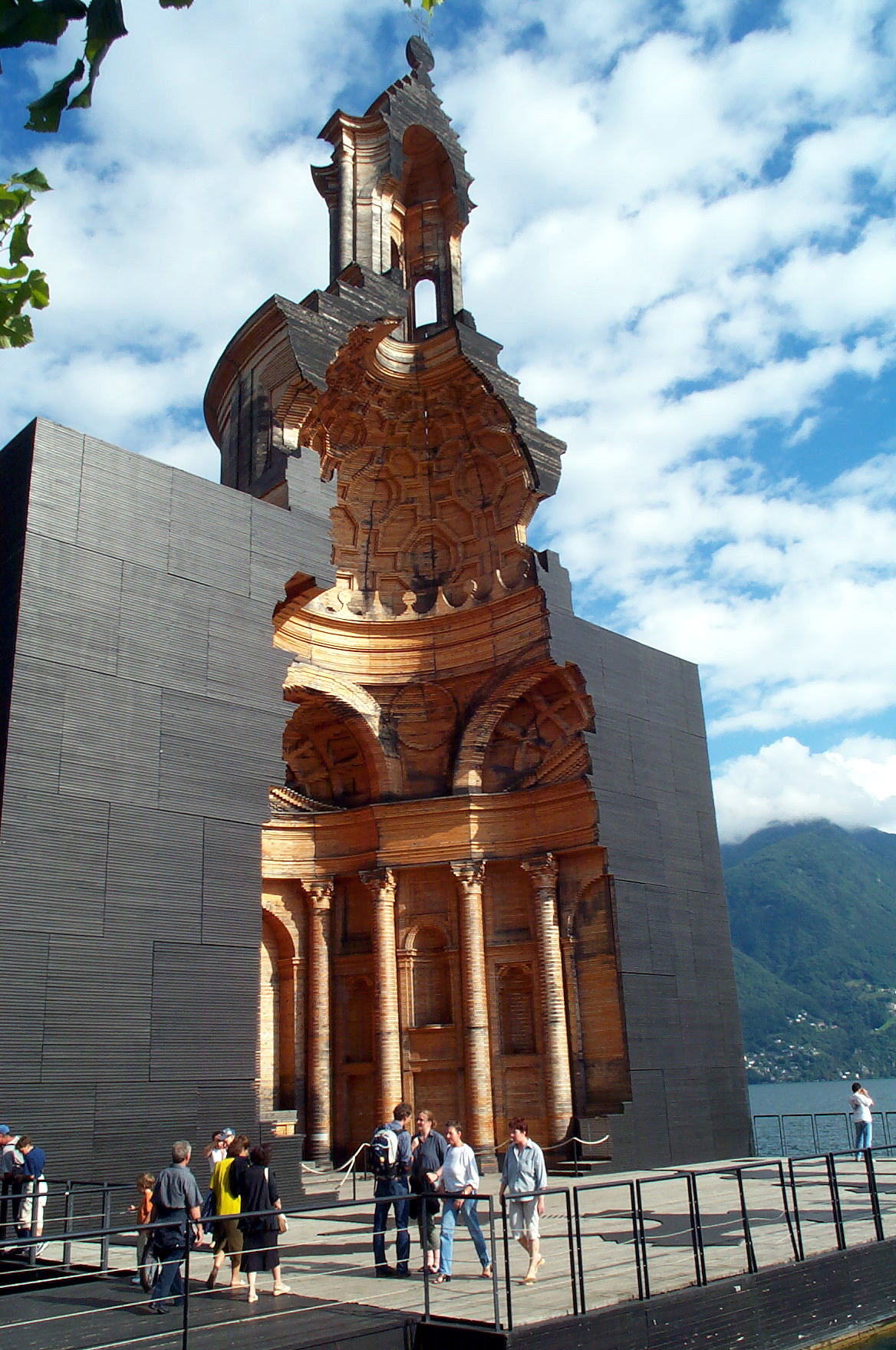
Reconstitution de San Carlo alle quattro fontane à Lugano.

## Hommages

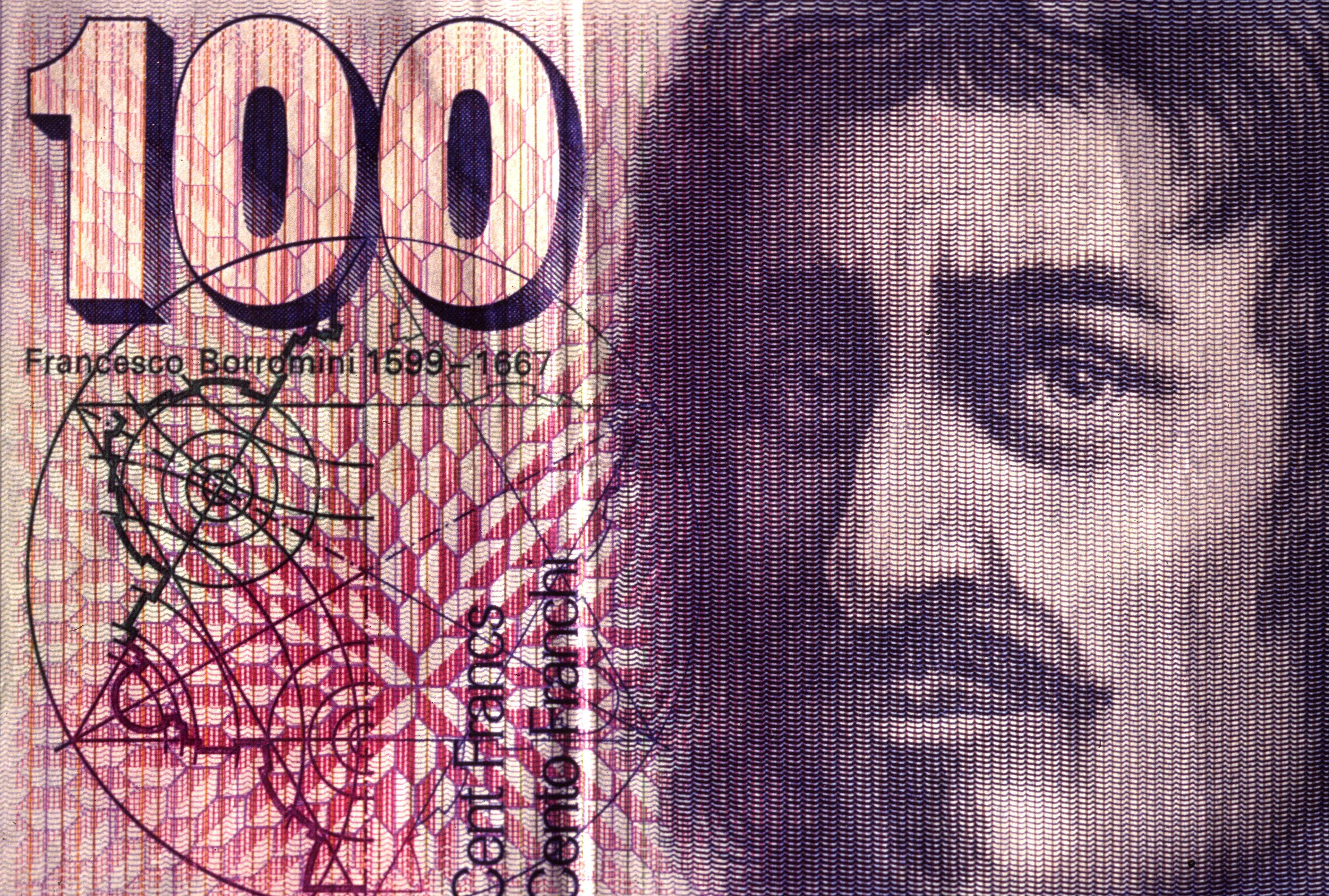
Détail du billet de banque suisse à l'effigie de Borromini

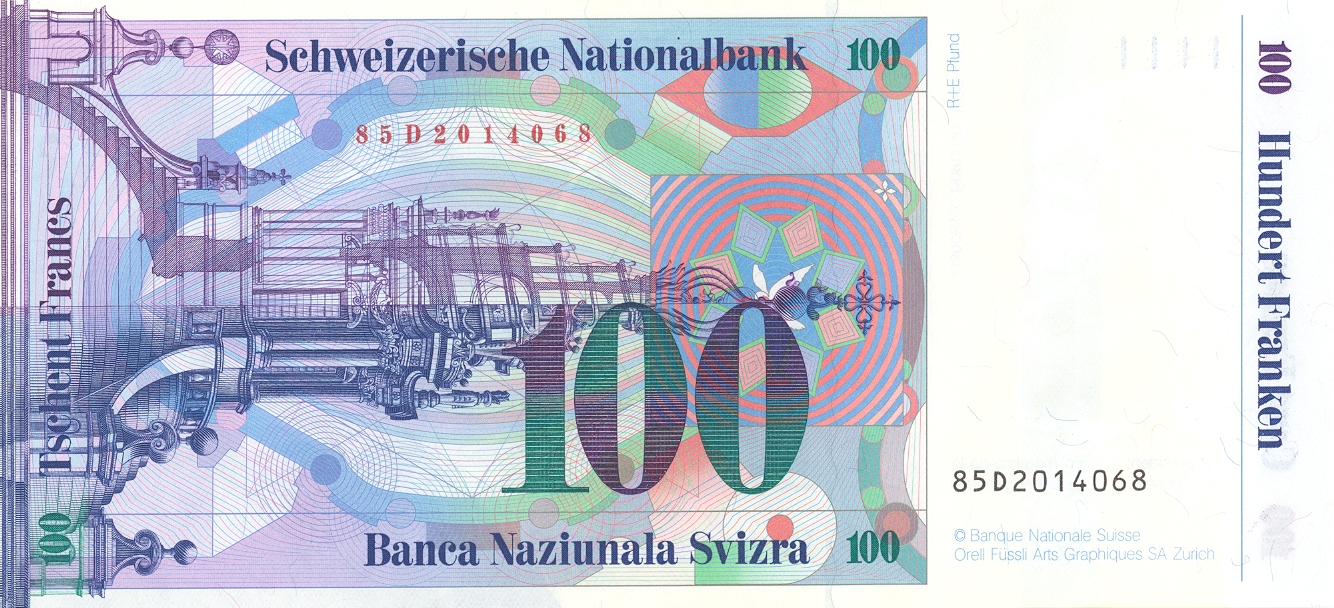
Sur le billet de 100 CHF, détail de l'Église Saint-Charles-aux-Quatre-Fontaines de Rome élevée par Borromini.

- Francesco Borromini figure sur le billet de banque suisse de 100 francs type 1978.
- Il constitue le sujet du film La Sapienza d'Eugène Green, sorti en France en 2015. Cette œuvre, en plus de ses qualités esthétiques, a le mérite d'être un fidèle reflet de Borromini : de l'homme et de ses réalisations majeures.

#### Ouvrages
- Giulio Carlo Argan, Borromini, Verona 1952.
- Étienne Barilier, Francesco Borromini, le mystère et l'éclat, Lausanne, Presses polytechniques et universitaires romandes, 2009, (Le Savoir suisse).
- Anthony Blunt, Borromini, London, 1979
- Anthony Blunt, Vita e opere di Borromini, Laterza, Roma-Bari 1983.
- R. Bosel, C.L. Frommel, (a cura di), Borromini e l’universo barroco, Milano, Electa, 2000.
- A. Bruschi, Borromini: manierismo spaziale oltre il barocco, Dedalo, Bari 1978.
- Sous la direction de Fabrice Douar, Matthias Waschekn Borromini en perspective, Louvre/École nationale supérieure des beaux-arts, Paris, 2004,  (ISBN 2-84056-140-9) ; 128p.
- Paolo Portoghesi, Borromini nella cultura europea, Laterza, 1982.
- Paolo Portoghesi, Francesco Borromini, Elemond-Electa, Milano 1990.
- Giovanni Battista Passeri, Vie du Chevalier Francesco Borromini : Architecte, L'Échoppe, 2006, 48 p. (ISBN 978-2-8406-8176-2)
- Étienne Barilier, Francesco Borromini : Le mystère et l'éclat, PPUR, 2009, 142 p. (ISBN 978-2-8807-4847-0)

#### Articles
- Anthony Blunt, « Roman Baroque Architecture : Borromini », The Burlington Magazine 113, London, 1971
- Paolo Portoghesi, An Unknown Portrait of Borromini, The Burlington Magazine CIX n. 777, London, 1967
- Rudolf Wittkower, « F. Borromini : personalità e destino », Studi sul Borromini, 1967
- Dominique Radrizzani, « San Carlino, une science de l’art au service de l’harmonie du monde », in Florilegium, Studi di storia dell’arte in onore di Carlo Bertelli, Milan, Electa, 1995, p.170-73
- Maria Luisa Perer, " Nuovo argomenti per Francesco Borromini" in Arte Lombarda, 1997 (121)